# Eurytoma dentata
Eurytoma dentata är en stekelart som beskrevs av Mayr 1878. Eurytoma dentata ingår i släktet Eurytoma och familjen kragglanssteklar. Arten är reproducerande i Sverige. Inga underarter finns listade i Catalogue of Life.